# Thomas Göbel
Thomas Göbel ist ein deutscher Diplomat. Als Botschafter leitet er seit September 2021 die Ständige Vertretung der Bundesrepublik Deutschland bei der Abrüstungskonferenz in Genf.

## Laufbahn
Göbel studierte Germanistik, Theologie und Geschichte an der Philipps-Universität Marburg.
Er trat 1991 in den Auswärtigen Dienst ein und absolvierte bis 1993 die Attachéausbildung in der Aus- und Fortbildungsstätte des Auswärtigen Amts in Ippendorf (Bonn). Sein erster Posten war der eines Referenten in der politischen Abteilung der Botschaft Moskau (Russland). 1996 wurde er Referent in der Europaabteilung des Auswärtigen Amts in Bonn. Von 1997 bis 1999 nahm er als Austauschbeamter die Funktion eines stellvertretenden Leiters des Pressereferats in der Botschaft Frankreichs in Bonn wahr. Von dort aus wurde er an die Botschaft Rom (Italien) versetzt, wo er bis zum Jahr 2002 zweiter Kulturreferent bei Betina Kern war. 
Eine erste Verwendung im Bereich der Abrüstung und Rüstungskontrolle erfuhr Göbel von 2002 bis 2008 als stellvertretender Referatsleiter für Nukleare Nichtverbreitung und Abrüstung in der entsprechenden Abteilung des Auswärtigen Amts. Die Jahre von 2008 bis 2011 führten ihn wieder an die Botschaft Moskau, wo er nun das Kulturreferat leitete. Anschließend kehrte er in das Auswärtige Amt zurück und war dort von 2011 bis 2013  Referatsleiter Nukleare und Chemische Abrüstungszusammenarbeit, Globale Partnerschaft der G8. Im direkten Anschluss leitete er von 2013 bis 2016 das Referat Konventionelle Abrüstung – Kleinwaffen, Landminen, Streumunition.
In den Jahren 2016 bis 2019 leitete er das Pressereferat der Botschaft Paris (Frankreich). Von 2019 bis 2021 war er wiederum als Referatsleiter im Auswärtigen Amt für Abrüstung Chemischer und Biologischer Waffen, G7, Globale Partnerschaft und Deutsches Biosicherheitsprogramm zuständig.
Seit September 2021 ist Göbel Ständiger Vertreter bei der Abrüstungskonferenz in Genf.
Göbel ist verheiratet und hat vier Kinder.